# Constance Crowninshield Coolidge
Constance Crowninshield Coolidge (4 de enero de 1892 – 30 de abril de 1973), fue una Boston Brahmin (miembro de la alta sociedad bostoniana), miembro de la alta sociedad, heredera y expatriada estadounidense residente en París desde hacía mucho tiempo. Tenía el pedigrí de los brahmanes más elitistas de Boston: descendía de las familias Adams, Amory, Coolidge, Copley, Crowninshield y Peabody, todas ellas muy conocidas en la alta sociedad bostoniana. Era pariente lejana de Calvin Coolidge.
Constance, que era una niña confiada y en la edad adulta se autoproclamó socialista, rechazó muy pronto su origen brahmánico y lo sustituyó por una vida parisina a partir de 1923. Entre sus amistades se encontraban literatos como Harry Crosby, Hart Crane, Robert Herrick, Somerset Maugham y H. G. Wells, que la llamaba cariñosamente Connie.

## Primeros años
Constance nació en Boston, Massachusetts, el 4 de enero de 1892. Era hija del arquitecto paisajista David Hill Coolidge y de Harriet Sears (de soltera Crowninshield) Coolidge.
Era nieta de Caspar Crowninshield, comandante del 2nd Massachusetts Cavalry durante la guerra civil estadounidense, y sobrina de la mecenas musical Elizabeth Sprague Coolidge y de Frank Crowninshield, editor de Vanity Fair. Entre sus primos hermanos se encontraba Ben Bradlee. También era pariente lejana del expresidente estadounidense Calvin Coolidge. Su tía abuela, Fanny Crowninshield, era la esposa de John Quincy Adams II, y la madre de George Caspar Adams y Charles Francis Adams III, que eran como tíos para ella.

## Intereses
Constance era conocida por su afición a todo lo arriesgado; era adicta a las carreras de caballos, al juego y a las relaciones extramatrimoniales. Mientras estuvo casada con el conde, llegó a destacar en el mundo de las artes, así como a ser una de las propietarias de caballos de carreras más prominentes de Francia. Con su tercer esposo, asistió al "Concours Hippique", el Paris Horse Show de 1932, y fue descrita como una figura destacada en el turf francés.
Apasionada de las carreras de caballos, poseía una cuadra muy grande de caballos e iba al hipódromo todos los días. Constance alcanzó el éxito suficiente para ganarse el apodo de "La dama del caballo de oro". En 1933, su caballo "Yarlas" quedó cuarto en el Auteuil Track. En 1934, su caballo "Jean-Victor2 ganó el Prix du Président de la République en el Auteuil Hippodrome. Pasó los veranos en el Hotel Negresco de Niza.
Russell Page y el exiliado William Lygon, 7th Earl Beauchamp, fueron algunas de sus conquistas sexuales.
En 1934 conoció al escritor H. G. Wells, veinticinco años mayor que ella, con quien mantuvo un apasionado romance en la última década de su vida. A los cuarenta años, mantenía múltiples relaciones con H. G. Wells, Philippe Barrès, editor de Paris Match y Paris Soir, y William Lygon, VII conde de Beauchamp, que acababa de enviudar y le pidió la mano en 1936.
En 1936 invitó a París a su íntima amiga Wallis Simpson, que se compadeció de una de sus más antiguas amigas durante la abdicación de Eduardo VIII. Constance fue invitada a la boda de Wallis Simpson, una ceremonia privada celebrada un año más tarde, el 3 de junio de 1937 en el Château de Candé.
Constance permaneció en el centro de los acontecimientos sociales y fue amiga de Ernest Hemingway y Wallis Simpson. En 1938, su padre sufrió una enfermedad terminal; ella regresó a California y estuvo con él en el momento de su muerte. Regresó a Francia para pasar las Navidades en compañía de los Windsor y les acompañó a Montecarlo.

## Vida personal
Mientras estudiaba idiomas en París, Constance, de dieciocho años, conoció a Ray Atherton, un bostoniano que estudiaba arquitectura en las Escuela de Bellas Artes de París. Atherton pidió permiso a su padre para casarse, pero Coolidge insistió en que esperaran un año. A pesar de ello, Atherton insistió y, mientras los Coolidge estaban de gira por Alemania, obtuvo una licencia matrimonial y, cuando regresaron a París, Constance y Ray se casaron.
La pareja residió inicialmente en Chicago, Illinois, antes de trasladarse a Londres y regresar por segunda vez en 1917, cuando su marido entró en el servicio exterior estadounidense. Durante su matrimonio, acompañó a su marido a China en un destino diplomático, donde ella, jugadora empedernida, se comportó lo bastante salvajemente como para ganarse el apodo de "La reina de Pekín". Vivir allí durante la ley seca estadounidense, a principios de los años veinte, resultó tentador para ella. Constance llevaba vestidos extravagantes y apenas pensaba en lo que los demás pudieran decir de ella. Mantuvo relaciones extramatrimoniales, lo que supuso una gran tensión para su matrimonio.: 214  Entre sus aventuras se encuentran las que mantuvo con el diplomático británico Eric Brenan y con el expatriado estadounidense Felix Doubleday, hijo adoptivo del editor Frank Nelson Doubleday. En la Sociedad Histórica de Massachusetts se conservan cartas de amor tanto de Brenan como de Doubleday. Fue también durante esta época cuando se hizo amiga de Wallis Simpson y de Katherine y Herman Rogers. Tenía múltiples admiradores y recibía regularmente consejos sobre relaciones de su pariente y tutor financiero, Charles Francis Adams III, escritos en su papelería de "Secretary of the US Navy".
Cuando Atherton fue llamado al Departamento de Estado, permaneció en China alegando que sus caballos necesitaban atención. Más tarde, Atherton fue destinado a dirigir la embajada de Estados Unidos en Atenas y Constance se trasladó a París. En París, se relacionó íntimamente durante un tiempo con otro Boston Brahmin, el poeta hedonista y editor Harry Crosby, cuya esposa Caresse Crosby fue la primera en recibir una patente para el sujetador moderno. En 1924, Constance obtuvo el divorcio, al parecer en China, de Atherton, quien más tarde se casó con Maude Hunnewell, con la que tuvo dos hijos antes de su muerte en 1960.

### Segundo matrimonio
Tras divorciarse de Atherton, se comprometió con el exjugador de polo Antoine Clément Marie Pierre Chapelle de Jumilhac, también conocido como conde Pierre de Jumilhac, miembro de una de las familias nobles más antiguas de Bretaña. Se casaron el 11 de octubre de 1924, y ella se convirtió en condesa de Jumilhac. El matrimonio con el conde no duró, y se divorciaron en París en mayo de 1929. D. H. Lawrence, escritor inglés, escribió a Harry Crosby y mencionó a Constance:

Bien que Constance – la Comtesse – tenga su divorcio – pero dile que pase un año en contemplación antes de empezar a casarse de nuevo. El matrimonio es un estimulante traicionero.

Constance volvió a casarse doce meses después y el conde de Jumilhac murió dos años más tarde, el 18 de octubre de 1932, tras una larga enfermedad.

### Tercer matrimonio
Tras su segundo divorcio, Constance visitó a sus padres, que se habían trasladado a Santa Bárbara. Poco después, conoció a Eliot Rogers y su matrimonio fue anunciado por The New York Times el 26 de febrero de 1930, con el titular "Condesa se casa en la costa". Eliot era hermano del escritor Cameron Rogers y sobrino del banquero de Chicago Charles Fernald y de Reginald Fernald, propietario del Santa Barbara Morning Press. Regresó a Francia con Eliot, sin embargo, en noviembre de 1933, los periódicos se referían a Constance por su nombre de soltera, ya que su matrimonio con el propietario del periódico Eliot había terminado en divorcio.

### Cuarto matrimonio
En 1940 se casó con André William Magnus, director de relaciones públicas de la industria cinematográfica francesa, y pasó la mayor parte del resto de su vida en París.
Constance falleció en el American Hospital en París el 30 de abril de 1973, y su esposo, André, esparció sus cenizas en un panteón situado en lo alto de una colina del cementerio de Père Lachaise. Aunque era pariente lejana de Calvin Coolidge, varios periódicos regionales estadounidenses, desde Alabama hasta Meriden, Connecticut, publicaron su obituario describiéndola erróneamente como una de sus hijas.

## Colección de fotografías
La Southern Illinois University, en Carbondale, conserva una serie de fotografías de su vida como parte de la Caresse Crosby Collection.

## Referecnias
1. 1 2  Massachusetts Historical Society. «The World of Constance Coolidge and her infamous charms».
2. ↑  Atherton, Constance; Jumilhac, Countess de; Rogers, Constance; Magnus, Constance (2019), «Star Begotten: HG and Constance Coolidge, 1935–1937», Shadow Lovers UK Edition: 213-328, ISBN 978-0-429-30591-7, doi:10.4324/9780429305917-4, consultado el 7 de febrero de 2023.
3. 1 2  TIMES, Special to THE NEW YORK (4 de mayo de 1938). «DAVID H. COOLIDGE; Former New York Landscape Architect Dies in California». The New York Times. Consultado el 15 de julio de 2022.
4. 1 2  «Constance C Coolidge Obituary».
5. 1 2  Geoffrey Wolff (2003). Black Sun: The Brief Transit and Violent Eclipse of Harry Crosby. New York Review of Books. ISBN 1-59017-066-0.
6. ↑  «Paris sees America of Colonial Days Exhibition». The New York Times.
7. ↑  Birkhead, May (27 de marzo de 1932). «HORSE SHOWS DRAW PARIS SOCIAL WORLD; Aateuil Obstacle Races Attract Many, Although Largest Crowds Wait Until After Easter.». The New York Times. Consultado el 15 de julio de 2022.
8. 1 2 3 4  Hugo Vickers (2011). Behind Closed Doors. Random House. p. 314. ISBN 9781409036920.
9. ↑  «MILLIONAIRE WINS CHASE.; Fribourg Entry Takes 500,000 Franc Classic at Auteuil Track.». The New York Times. 19 de julio de 1933. Consultado el 15 de julio de 2022.
10. ↑  de Courcy, Anne (13 de junio de 2019). Chanel's Riviera: Life, Love and the Struggle for Survival on the Côte d'Azur. Orion. ISBN 9781474608220.
11. ↑  «Ray Atherton and Constance Coolidge marry at short notice in Paris». The Washington Post. 1 de febrero de 1910.
12. 1 2  Andrew Morton (13 de febrero de 2018). Wallis in Love: The Untold Life of the Duchess of Windsor, the Woman Who Changed the Monarchy. Grand Central. ISBN 9781455566969.
13. ↑  «Constance Atherton's lover Felix Doubleday in 1923».
14. ↑  Andrea Lynn (6 de diciembre de 2019). Shadow Lovers UK Edition: The last affairs of H.G. Wells. Routledge. ISBN 9781000311341.
15. ↑  TIMES, Special Cable to THE NEW YORK (16 de mayo de 1929). «GETS DIVORCE IN PARIS.; Former Constance Coolidge Obtains Decree Against Count de Jumhilac.». The New York Times. Consultado el 15 de julio de 2022.
16. ↑  «The Crosby's: Literatures most scandalous couple».
17. ↑  «Constance with friends – Description Handwritten on verso, "L to R., C.C.C. Lawrence Vail, Kay Boyle, Harry crossed out Hart, Caresse, Le Moulin on the Sun Tower 1928". Note: "Le Moulin du Soleil" was the home of Caresse and Harry Crosby in Ermenonville, France – 1928».
18. ↑  Times, Special to The New York (17 de marzo de 1960). «RAY ATHERTON, 76, DIPLOMAT, IS DEAD; First U.S. Envoy to Canada! Had Served in London---Associate of Cordell Hull». The New York Times. Consultado el 15 de julio de 2022.
19. ↑  «New York Times reports on the engagement between Constance Atherton and former polo player Count Pierre Jumilhac in 1924». 1924.
20. ↑  «COUNT TO MARRY DIVORCEE.; Mrs. Constance Atherton to Become Bride of Pierre Jumilhae.». The New York Times. 21 de septiembre de 1924. Consultado el 15 de julio de 2022.
21. ↑  «New York Times reports on Count to marry divorcee Mrs Constance Atherton». The New York Times.
22. ↑  «Former Constance Coolidge Starts Suit Against Count in Paris». The New York Times.
23. ↑  «Constance Coolidge Obtains Decree Against Count de Jumhilac, May 16». The New York Times. 1929.
24. ↑  «Crosby, Harry, (1898-1929)».
25. ↑  «COUNT P. DE JUMILHAC.; Former Husband of Miss Constance Coolidge of Boston.». The New York Times. 19 de octubre de 1932. Consultado el 15 de julio de 2022.
26. ↑  Times, Special to The New York (26 de febrero de 1930). «COUNTESS WED ON COAST.; Constance de Jumilhac and Eliot Rogers Marry.». The New York Times. Consultado el 15 de julio de 2022.
27. ↑  «Many Americans see the Prix du Conseil». The New York Times.
28. ↑  Rasponi, Lanfranco (1966). «The International Nomads». p. 243.
29. ↑  Andrea Lynn – includes extensive research on "CCC" – Constance C. Coolidge (6 de diciembre de 2019). Shadow Lovers UK Edition: The last affairs of H.G. Wells. Routledge. ISBN 9781000311341.
30. ↑  «Constance with Irish author James Joyce and his wife at Lake of Constance in 1932».
31. ↑  «Constance with Irish author James Joyce and his family at Lake of Constance in 1932».
32. ↑  «Constance and Caresse Crosby in Ischia, Italy in 1933».
33. ↑  «Constance Magnus in Antibes, France 1950».
34. ↑  «Constance in Arosa, Switzerland 1962».

## Lectura adicional
- The Letters of D. H. Lawrence, Volume VII, November 1928 – February 1930, ed. Keith Sagar and James T. Boulton, Cambridge University Press, 1993, page 48. ISBN 0-521-00699-6.
- W.H. Downes, John S. Sargent, his life and work, London, 1926, page 291, as 'Mrs Ray Atherton'.
- D. McKibbin, Sargent's Boston, with an Essay and a Biographical Summary; plus a complete Check List of Sargent's portraits, Boston, 1956, page 82, as 'Mrs Ray Atherton'.